# Distretto di Pulán
Il distretto di Pulán è uno degli undici distretti  della provincia di Santa Cruz, in Perù. Si trova nella regione di Cajamarca e si estende su una superficie di 155,67 chilometri quadrati.

Istituito il 21 aprile 1950, ha per capitale la città di Pulán; al censimento 2005 contava 5.213 abitanti.